# Manto de gelo da Gronelândia

Mapa de Gronelândia mostrando a variação da espessura do manto de gelo. GISP refere-se ao sítio principal do Greenland Ice Sheet Project, onde se obteve um testemunho de gelo a 3 000 m de profundidade.

O manto de gelo da Gronelândia é uma vasta massa de gelo que cobre aproximadamente 80% da superfície da Gronelândia. É a segunda maior massa de gelo do mundo, a seguir ao manto de gelo da Antárctida. O manto de gelo mede quase 2 400 km segundo a direcção norte-sul e na sua zona mais larga à latitude 77º N tem 1 100 km de extensão. A altitude média do gelo é 2 135 m. O manto de gelo cobre 1,71 milhões de km², ou aproximadamente 80% da superfície total da Gronelândia. A espessura do gelo é geralmente superior a 2 km (ver imagem), ultrapassando os 3 km no seu ponto de maior espessura.
Não é a única massa de gelo da Gronelândia - glaciares isolados e pequenas calotas cobrem entre 76 000 a 100 000 km² ao longo da sua periferia. Alguns cientistas acreditam que o aquecimento global pode estar a obrigar este manto de gelo a ultrapassar o limiar a partir do qual a sua totalidade derreterá em algumas poucas centenas de anos. Se a totalidade dos 2,85 milhões de km³ de gelo derretessem, ocorreria uma subida do nível do mar de 7.2 m. Esta subida provocaria a inundação de muitas das cidades costeiras do mundo e removeria várias pequenas ilhas-nação da face da Terra, pois alguns destes estados (como Tuvalu e Maldivas) têm altitudes máximas abaixo ou ligeiramente acima daquele valor.
O gelo mais antigo no actual manto tem uma idade próxima de 110 000 anos. Porém, é geralmente aceite que o manto de gelo da Gronelândia ter-se-á formado no final do Plioceno ou no início do Pleistoceno por coalescência de vários glaciares e calotas mais pequenos. Não se desenvolveu de todo até final do Plioceno, mas aparentemente teve um desenvolvimento muito rápido com a primeira glaciação continental.
O peso desta enorme massa de gelo é tal que a área central da Gronelândia é constituída por uma depressão; a superfície do substrato rochoso encontra-se quase ao nível do mar sobre grande parte do interior da Gronelândia, enquanto que na sua orla existem montanhas que confinam o manto de gelo. A superfície gelada atinge a sua maior altitude em duas cristas com orientação norte-sul. A que se encontra mais a sul atinge quase os 3 000 m entre as latitudes 63º - 65º N; a crista mais a norte atinge cerca de 3 290 m próximo da latitude 72º N. Ambas cristas situam-se ligeiramente para leste da linha que passa pelo centro da Gronelândia. O manto de gelo não atinge a linha de costa de forma significativa, razão pela qual não ocorrem grandes plataformas de gelo. A orla do manto apenas atinge o mar numa zona de topografia irregular na área da Baía Melville, a sudeste de Thule. Grandes glaciares de descarga, que não são mais que línguas delimitadas do manto de gelo, movem-se através dos vales que existem na periferia da Gronelândia até atingirem o mar onde numerosos icebergues se desprendem deles. (alguns dos quais frequentemente cruzam as linhas de navegação comercial do Atlântico Norte). O mais conhecido destes glaciares de descarga é o Jakobshavn Isbræ, que no seu término move-se a velocidades entre os 20 a 22 metros por dia.
No manto de gelo, as temperaturas são de um modo geral substancialmente mais baixas que no restante da Gronelândia. As mais baixas temperaturas médias anuais, aproximadamente -31 °C ocorrem na zona centro-norte da crista norte; na crista sul este valor é cerca de -20 °C.

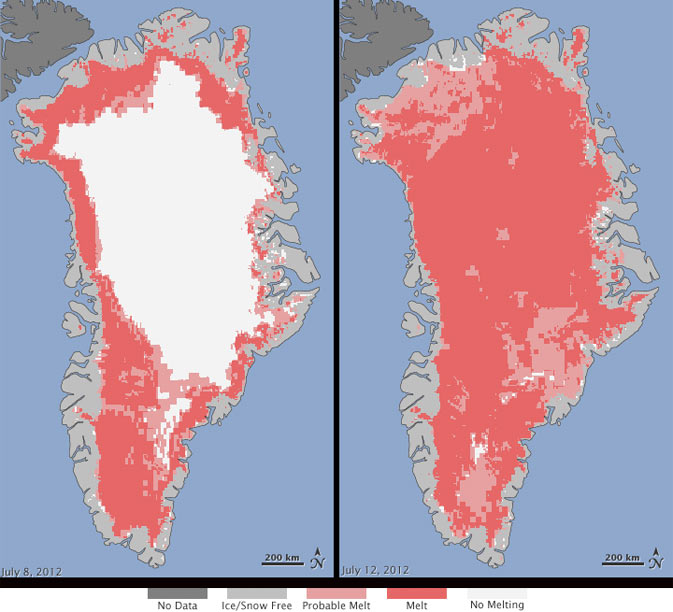
Foto da NASA que mostra um degelo de 97% dos gelos da Gronelândia num espaço de 4 dias.

Em julho de 2012, a NASA anunciou que observações da rede de satélites detectaram um aumento anormal dos derretimentos superficiais no manto de gelo . Durante os meses de verão, é normal que ocorra degelo superficial em cerca de 40% da superfície do manto, mas a análise combinada de dados de satélite permitiram concluir que a superfície onde se verificava degelo superficial aumentou de 40 para cerca de 97% em cerca de 4 dias, mantendo-se a ocorrência de degelo superficial em 97% da superfície durante outros 4 dias . A descoberta foi obtida após analisar os dados do Oceansat-2, tendo sido confirmado um aumento da temperatura atmosférica com dados do MODIS e SSMIS. De acordo com os cientistas, a ocorrência de mais fenómenos do género pode provocar o degelo completo, tendo como resultado final a subida do nível das águas no planeta e um aumento drástico de temperatura no Árctico.